# Siddiq Manzul
Siddiq Manzul (Omdurmán, Sudán, 1932-11 de abril de 2003) fue un futbolista sudanés.

## Trayectoria
Fue internacional con la selección de fútbol de Sudán y disputó la Copa Africana de Naciones 1957 y la edición de 1959. También disputó la clasificación de AFC y CAF para la Copa Mundial de Fútbol de 1958.